# 白山インターチェンジ
白山インターチェンジ（はくさんインターチェンジ）は、石川県白山市中新保町にある北陸自動車道のインターチェンジである。
上下線の出口と入口の間には高速バス停留所の松任バスストップが併設されている。

## 概要
北陸自動車道の徳光PAと金沢西ICとの間に位置する、石川県内では初の地域活性化インターチェンジとして建設された。金沢外環状道路（海側幹線）の側道部（石川県道8号松任宇ノ気線）に接続している。
形状は不完全クローバー型であり、直結する石川県道8号松任宇ノ気線を挟む形で、同県道の東側には下り線（米原方面→新潟方面）の出入口が、そして同県道の西側には上り線（新潟方面→米原方面）の出入口がそれぞれ設けられている。上下線の出入口が各々異なる位置にあるため、料金所手前には誤進入した際の退出路（左回りでUターンする車線）も合わせて設置されている。

## 歴史
- 2007年（平成19年）3月16日 - 連結許可が出される。
- 2009年（平成21年）10月11日 - 白山市中新保町で着工[6]。
- 2012年（平成24年）
  - 4月21日 - 供用開始[1][2][7][8][9]。
  - 4月22日 - 当ICの西側に設置されていた松任BSを白山インターチェンジと同位置に移設し供用開始[1][8]。

## 道路
- E8 北陸自動車道（15-2番）
- 接続する道路：石川県道8号松任宇ノ気線（金沢外環状道路・海側幹線）[1][5]

## 料金所
- ブース数：8

### 福井方面
- ブース数：4

#### 入口
- ブース数：2
  - ETC専用：1
  - ETC・一般：1

#### 出口
- ブース数：2
  - ETC専用：1
  - 一般：1

### 富山方面
- ブース数：4

#### 入口
- ブース数：2
  - ETC専用：1
  - ETC・一般：1

#### 出口
- ブース数：2
  - ETC専用：1
  - 一般：1

## 松任バスストップ
松任バスストップ（まっとうバスストップ）は、白山インターチェンジと同位置の本線上にあるバス停留所である。
金沢駅と小松空港を結ぶ「小松空港リムジンバス」（北陸鉄道）のみが停車する。

## 周辺
- 旭工業団地（白山市整備の工業団地）[10]
  - 高松機械工業（本社）
  - ホクショー（白山工場）
  - 歯愛メディカル（本社）
- いなほ工業団地（金沢市整備の工業団地）[11]
  - 芝寿し（本社・工場）[12]
  - 北菱電興（いなほ工場）[13]
- クスリのアオキ・クスリのアオキホールディングス本社[14]
- イオンモール白山[15][16][17][18]

## 隣
E8 北陸自動車道
(15)美川IC - (15-1)徳光PA/スマートIC - (15-2)白山IC - (16)金沢西IC